# Ádeni csata (2018)
Az ádeni csata a Déli Átmeneti Tanács és a jemeni kormány között Áden központjában vívott konfliktus volt.

## Előzmények
Jemenben a szeparatisták azt akarták elérni, hogy Dél-Jemen váljék függetlenné éppúgy, mint ahogy 1990 előtt volt, a Jemeni Népköztársaság idején, az új ország fővárosa pedig legyen Áden. Miután beolvadt a Jemeni Arab Köztársaságba, kétszer próbált meg függetlenedni. Az első alkalom az 1994-es jemeni polgárháború, a második pedig a dél-jemeni felkelés volt.
A Déli Átmeneti Tanácsot 2017. májusában alakították meg. Áden kormányzója, Aidarus al-Zoubaidi 2017. április 27-én kényszerült elhagyni a hivatalát, amit ezután Abdrabbuh Mansur Hádi elnök vett át.
A deli tartományokat képviselő, 203 tagú Déli Nemzetgyűlés 2017. december 26-án Ádenben tartotta meg az első ülését.
Az Egyesült Arab Emírségek által támogatott Déli Átmeneti Tanács és a Szaúdi támogatású Hádi kormánya között ellentét alakult ki. Az STC 2018. január 21-én bejelentette, hogy ha Hádi nem meneszti az egész kormányát, - beleértve a korrupcióval vádolt Ahmed Obeid bin Daghr miniszterelnököt is – akkor átveszik az uralmat a jemeni kormánytól. Az STC követeléseik teljesítéséig szükségállapotot hirdetett. Erre válaszul a kormány betiltotta Ádenben a tüntetéseket, ennek ellenére az STC január 28-ra kormányellenes megmozdulást hirdetett.

## Lefolyása

### A harcok kitörése
2018. január 28-án indultak meg a komolyabb fegyveres összecsapások, mikor a Hádi kormányához hű biztonsági erők megpróbálták megakadályozni, hogy az STC szervezte tüntetés résztvevői behatoljanak a város területére. A harcok a jelentések szerint többek között a következő kerületekben folytak: Khormaksar, al-Mansoura, és Dar Sad. Ezen kívül tüntetések voltak az al-Orouth téren is. A hírek szerint az STC-hez hű erők több kormányzati irodát is elfoglaltak, többek között a Hádi kormány központját is.

### Január 28.
Az STC elfoglalta Ádenben a kormány székhelyét.
Miután elszórt lövöldözések voltak a városban, a kormány visszarendelte a bázisokra a katonáit. Miután este Daghr miniszterelnök tűzszünetet rendelt el, és visszahívta a seregeit a barakkokba, a hírek szerint javult a helyzet.
Éjszaka a harcok folytatódtak.

### Január 29.
Rövid idővel annak kihirdetését követően a tűzszünet előző nap összeomlott, és új harcok bontakoztak ki.
Az STC január 29-én Dáli és Sabva kormányzóságokból erősítést küldött a helyszínre.
Aznap tankokat és nehéztüzérségi eszközöket is bevetettek. A harcokban az STC öt, a kormányerők négy tagja halt meg.
Január 29-én a Abdullah al-Subaihi dandártábornok vezetésével az Elnöki Erők elkezdték lőni az Aidarus al-Zoubaidi vezérőrnagy vezette Biztonsági Öv Erők 1. dandárjának helyet adó Hadid-hegyet.
A két oldal a helyszínre vezényelte a tankjait, majd Khormaksar kerületben – ahol a tetőkön orvlövészek bújtak meg – elkezdték lőni egymást. A harcok áttevődtek Crater kerületbe, majd egymást követően már a második napon kényszerültek bezárni az iskolákat.

### Január 30.
2018. január 30-án az STC azt állította, elfoglalta Áden teljes területét.
A Hádi-kormány tagjait a miniszterelnökkel együtt körbezárták az Elnöki Palotába, ahol így “de facto házi őrizetben” voltak. A felkelők azonban nem léptek be a palotába. Miután heves harcokban a felkelők elfoglalták a palota környékét, a miniszterelnök elkezdett felkészülni arra, hogy elmeneküljön Szaúd-Arábiába.
A Save the Children a harcok miatt felfüggesztette a városban a humanitárius tevékenységét.
Az STC elfoglalta Crater és Tawahi kerületeket, majd megtámadta a Hádiék kezén lévő utolsó erődítményt, Dar Sad kerületet. A helyiek beszámolója alapján a nap végére a város legnagyobb része az STC kezére került.

### Január 31.
Január 31-én a szeparatisták elfoglalták a miniszterelnök titkárságát, de itt már nem került sor összecsapásra.
A kormány és az STC a harcok végeztével kicserélték foglyaikat.

## Reakciók

### Belföldi
- Jemen – Ahmed Obeid bin Daghr miniszterelnök: "Jelenleg a törvényesség és az ország egysége elleni puccs van folyamatban Ádenben,”[81] és Szaúd-Arábiától kért katonai támogatást.[13]
- Jemen – Abdrabbuh Mansur Hádi elnök rögtön elrendelte, hogy csapatai szüntessenek be minden harcot, miután az összecsapások Ádenben kitörtek a déli szeparatistákkal.[82] Január 30-án Hádi azt mondta, az összecsapások nagyon hasonlítanak egy puccsra.[23][83]
- Déli Átmeneti Tanács – Az STC alelnöke, Hani bin Braik a Twitteren közzétett egyik üzenetében Hádi kormányát bírálja az összecsapások miatt. "Ők kényszerítettek minket arra, hogy felöltsük a katonai egyenruháinkat, de mi még ekkor is mondtuk nekik, hogy nem akarunk támadni. De készen állunk rá."[84] Január 22-én Aidarus al-Zoubaidi “vad korrupcióval” vádolta Hádit és a Daghr-vezette kormányt.[85]
- Déli Átmeneti Tanács – Az STC elnöke, Aidarus al-Zoubaidi Ádenben szükségállapotot hirdetett ki, és bejelentette, hogy “az STC nekiállt Hádi uralmát átvenni Dél-Jemen területén.”[54] Január 30-án Aidarus al-Zoubaidi a France 24 társaságon keresztül bejelentette, hogy erői és a Tareq Saleh között szövetség jött létre, hogy felszabadítsák az Északi Területek még megszállt részét.[86][87]

### Nemzetközi
- Franciaország – Franciaország külügyminisztere sajnálatát fejezte ki a harcokkal összefüggésben, és mindkét felet a tárgyalások mihamarabbi megkezdésére ösztönözte.[88]
- A Szaúd-Arábia vezette koalíció minden érintett felet önmérsékletre szólított fel. Az ádeni tüntetések nem mások voltak, mint felhívás arra, hogy a kormány hagyja abba a hibás intézkedéseit.[89]
- Shia Rights Watch: Mustafa Akhwand, a Shia Rights Watch munkatársa szerint a csata Szaúd-Arábia és az Egyesült Arab Emirátusok összecsapása volt, hogy ki ellenőrizze a Jemen Ománnal határos vidékén nemrég fellelt olaj, ezüst és arany kitermelését.[90] Hozzátette, hogy Hádinak le kellene mondania, és egy olyan, sokkal visszafogottabb jelöltnek kellene átadnia a helyét, aki a hútikkal együttműködve az ország újjáépítésén dolgozna.